# Министерство промышленного строительства СССР
Министерство промышленного строительства СССР (сокр. Минпромстрой СССР) — государственный орган СССР по осуществлению планирования, контроля и управления строительством объектов промышленности, в частности предприятий химической, нефтехимической и нефтеперерабатывающей промышленности, а также сопутствующих объектов транспортного, промышленного, сельскохозяйственного и гражданского назначения.
Министерство просуществовало с 1967 до 1986 года.

## Структура
Центральный аппарат Минпромстроя СССР состоял из следующих подразделений:
- Главное управление по строительству в южных районах (Главюгпромстрой)
- Главное управление по строительству в районах Сибири (Главсибпромстрой)
- Главное производственно-распорядительное управление по Украинской ССР, Белорусской ССР, Азербайджанской ССР и Армянской ССР
- Главное производственно-распорядительное управление по РСФСР
- Отраслевые управления (на правах главных управлений):
  - по химической промышленности
  - по нефтеперерабатывающей и нефтехимической промышленности
  - по специальным отраслям промышленности
- Отраслевые управления:
  - по промышленности строительных материалов и целлюлозно-бумажной промышленности
  - по машиностроению
  - по легкой, пищевой, рыбной, мясо-молочной и медицинской промышленности
  - по жилищно-гражданскому строительству
- Главное управление промышленных предприятий строительной индустрии (Главпромстройиндустрия)
- Главное управление капитального строительства
- Главное управление механизации строительных работ (Главпромстроймеханизация)
- Главное управление материально-технического снабжения (Главпромстройснаб)
- Главное управление специализированных работ (Главспецпромстрой)
- Планово-экономическое управление (на правах Главного управления)
- Техническое управление (на правах Главного управления)
- Научно-технический совет
- Транспортное управление
- Управление зарубежного строительства и внешних сношений
- Управление руководящих кадров и учебных заведений
- Управление рабочих кадров, труда и заработной платы
- Финансовое управление
- Центральная бухгалтерия
- Сметно-договорный отдел
- Отдел охраны труда и техники безопасности
- Первый отдел
- Второй отдел
- Юридический отдел (с арбитражем)
- Канцелярия Министерства (с включением в её состав Секретариата, Инспекции при Министре и Общего отдела)
- Хозяйственное управление

При создании Минпромстроя СССР, в его ведение были также переданы территориальные главные управления по строительству бывшего Министерства строительства РСФСР:
- Главсевзапстрой
- Главархангельскстрой
- Главприокскстрой
- Главнижневолжскстрой
- Главсредневолжскстрой
- Главсочиспецстрой
- Главкавминкурортстрой
- Главзападуралстрой
- Главвостоксибстрой